# Nobelova cena
Nobelova cena je ocenění každoročně udělované za zásadní vědecký výzkum, technické objevy či za přínos lidské společnosti. Uděluje se v následujících oborech: fyzika, chemie, fyziologie a lékařství, literatura, mír; dále se také uděluje Nobelova pamětní cena za ekonomii, běžně označovaná jako „Nobelova cena za ekonomii“, která však není skutečnou Nobelovou cenou (viz níže).
Nobelova cena je udělována každoročně od roku 1901 na základě poslední vůle švédského vědce a průmyslníka Alfreda Nobela, vynálezce dynamitu. Ve všech oblastech, v nichž je udělována, je považována za nejprestižnější ocenění.

## Oceňované oblasti
Alfred Nobel ve své závěti napsal, že z jeho pozůstalosti mají být každoročně udělovány ceny za vynikající činy v pěti oblastech lidské činnosti:
- Nobelova cena za fyziku – udělována Královskou švédskou akademií věd
- Nobelova cena za chemii – udělována Královskou švédskou akademií věd
- Nobelova cena za fyziologii nebo lékařství – udělována institutem Karolinska
- Nobelova cena za literaturu – udělována Švédskou akademií
- Nobelova cena za mír – udělována komisí norského parlamentu

Roku 1968 se Švédská národní banka rozhodla založit Nobelovu pamětní cenu za ekonomii pod názvem „Cena Švédské národní banky za rozvoj ekonomické vědy na památku Alfreda Nobela“. Tuto cenu uděluje švédská Královská akademie věd, ale jelikož není zmíněna v Nobelově závěti, peněžní odměna se nevyplácí z Nobelova fondu, a nejedná se tedy o „Nobelovu cenu“. Přesto se uděluje společně s ostatními cenami. V roce 1968 však bylo rozhodnuto, že žádné další ceny „na památku Alfreda Nobela“ již zaváděny nebudou.

## Udělování cen

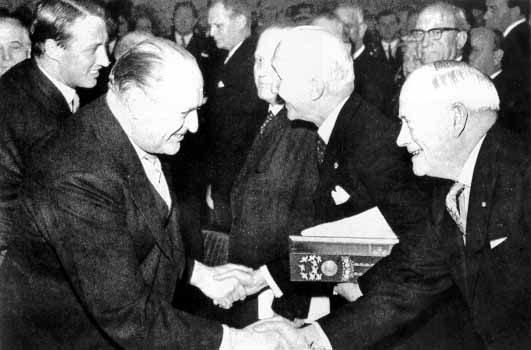
Předávání Nobelovy ceny za mír na ceremoniálu 10. prosince roku 1963; Norský král Olaf (vlevo), Leopold Boissier, prezident Mezinárodního výboru Červeného kříže (uprostřed) a John A. MacAulay, předseda League of Red Cross Societies (vpravo)

Poprvé byly Nobelovy ceny udělovány roku 1901; ceremoniál se konal ve Stockholmu. Od roku 1902 je většina cen předávána švédským králem na slavnostním večeru, který se koná vždy 10. prosince, v den výročí Nobelovy smrti, ve Stockholmu; Nobelova cena za mír je ve stejný den předávána na ceremoniálu v Oslu. Jména držitelů cen jsou však zveřejněna předem; jednotlivé komise je zveřejňují v průběhu října.
Jedna Nobelova cena může být v jednom roce rozdělena i mezi více osob (roku 1968 bylo rozhodnuto, že nejvýše mezi tři osoby). Nobelovu cenu nelze udělit posmrtně (in memoriam), s výjimkou situace, kdy držitel zemře mezi zveřejněním svého jména a slavnostním předáváním. (Toto pravidlo bylo zavedeno roku 1974, do té doby mohla být cena udělena i tehdy, pokud již nominovaný člověk zemřel po prvním únoru příslušného roku.)
Nad udělováním Nobelovy ceny stojí správní orgán dohlížející na stockholmské nadace. Pokud dojde k závěru, že „nebyla ctěna vůle Alfreda Nobela“, může zrušit rozhodnutí o udělení cen až tři roky nazpět.

## Obsah ceny
Každý držitel Nobelovy ceny má kromě medaile a diplomu nárok také na finanční odměnu, která v současnosti činí 8 miliónů švédských korun (cca 17,8 miliónů českých korun v roce 2024). Původním cílem této odměny bylo umožnit pokračování ve výzkumu či práci bez nutnosti ohlížet se na finanční situaci, tento důvod však obvykle není aktuální.
Udělované medaile mají na líci portrét Alfreda Nobela s nápisem udávajícím roky jeho narození a smrti v latině: NAT-MDCCC XXXIII OB-MDCCC XCVI. Na rubu je motiv odpovídající příslušné ceně a nápis: Na „švédských“ cenách (fyzika, chemie, medicína, literatura) je nápis Inventas vitam juvat excoluisse per artes (vynálezy zlepšují život, jenž je zkrášlován uměním – citát z Vergiliovy Aeneidy), na ceně za mír je nápis Pro pace et fraternitate gentium (pro mír a bratrství mezi národy), na ceně za ekonomii je název ceny – Sveriges Riksbank till Alfred Nobels Minne 1968. Na každé medaili je také vyryto jméno držitele.
Diplom je obvykle unikátní grafické dílo, diplomy nemají jednotnou podobu, pouze text uvedený na diplomu se příliš nemění; „švédské“ ceny mají na diplomech stručné zdůvodnění, za co byla cena udělena.

## Vybraní laureáti

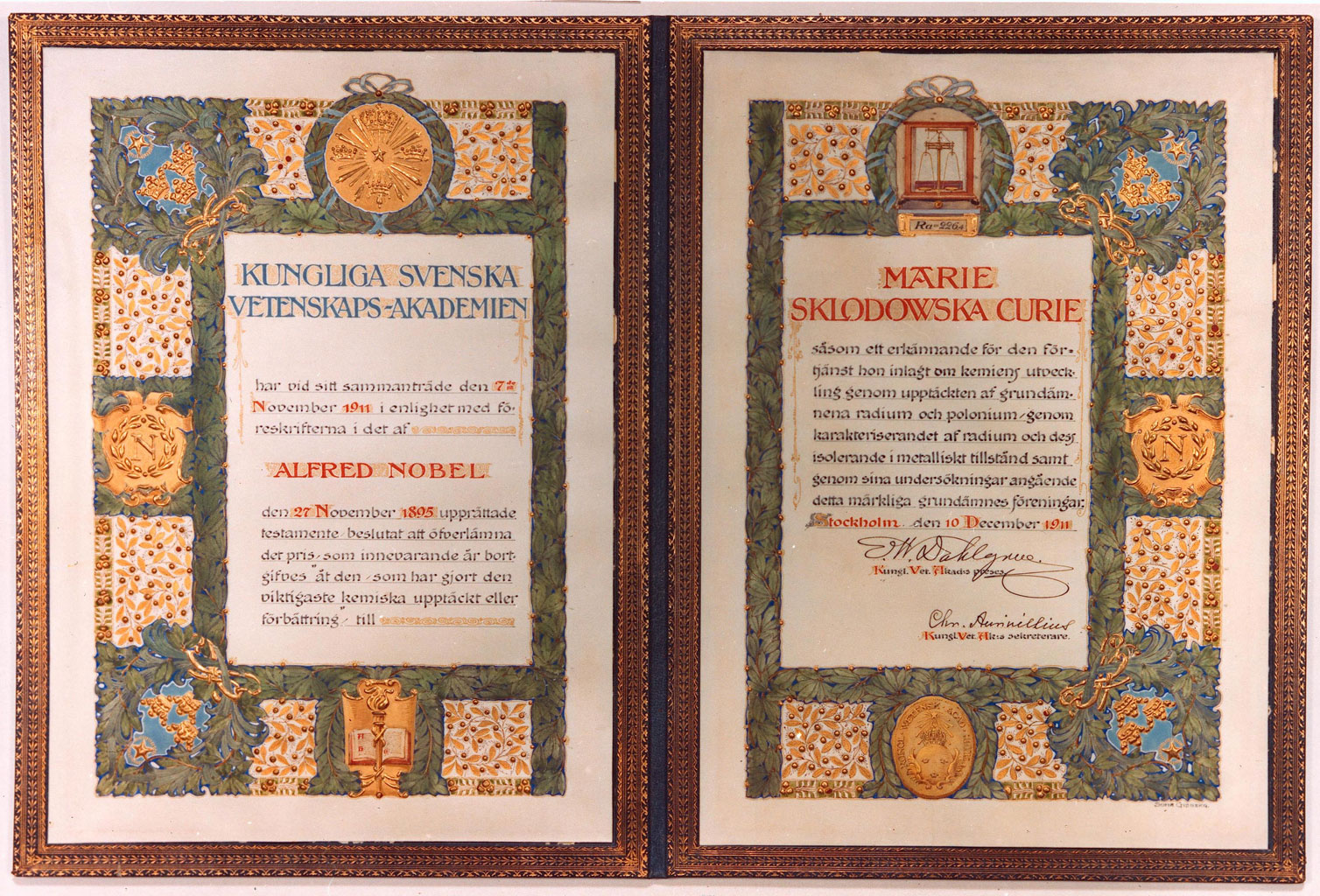
Diplom pro Marii Curii-Skłodowskou

### Vícenásobní nositelé
Pět osobností získalo dvě Nobelovy ceny:
- Marie Curie-Skłodowská – za fyziku, 1903 a za chemii, 1911
- Linus Pauling – za chemii, 1954 a za mír, 1962
- John Bardeen – za fyziku, 1956, 1972
- Frederick Sanger – za chemii, 1958, 1980
- Karl Barry Sharpless – za chemii, 2001, 2022

Dvě organizace získaly vícekrát Nobelovu cenu:
- Mezinárodní červený kříž – za mír, 1917, 1944, 1963
- Úřad Vysokého komisaře OSN pro uprchlíky – za mír, 1950, 1981

### Čeští nositelé
- Jaroslav Heyrovský – za chemii (polarografie) 1959
- Jaroslav Seifert – za literaturu, 1984

### Nositelé spjatí s Českem
- Bertha von Suttnerová – za mír, 1905 (narozena v Praze)
- Thomas Mann – za literaturu, 1929 (v letech 1936–1944 byl československým občanem)
- Carl Ferdinand Cori – za fyziologii a lékařství, 1947 (narozen v Praze)
- Gerty Coriová – za fyziologii a lékařství, 1947 (narozena v Praze)
- Peter Grünberg – za fyziku, 2007 (narozen v Plzni)

### Zastoupení žen
V období let 1901 až 2015 bylo Nobelovou cenou ohodnoceno celkem 48 žen, z nich Marie Curie-Skłodowská dvakrát – v roce 1903 za fyziku jako vůbec první žena-laureátka Nobelovy ceny a v roce 1911 za chemii. Celkem tedy bylo ženám uděleno 49 Nobelových cen. Z toho značný podíl představují ceny za mír (16) a ceny za literaturu (14). Dalších 12 cen bylo uděleno za fyziologii nebo lékařství, 4 za chemii a 2 za fyziku. K tomu náleží ještě 1 cena za ekonomii.

## Ceny v ostatních oborech
Mnoho oborů, které nemají svoji Nobelovu cenu, má obdobné ceny, které však nebývají tak známé. Například za jakousi „Nobelovu cenu za matematiku“ se považují Abelova cena či Fieldsova medaile. Pro „Nobelovu cenu za informatiku“ je synonymem Turingova cena. Jako „Nobelova cena za náboženství“ bývá označována Templetonova cena udělovaná od roku 1972 za přínos na poli „pokroku ve výzkumu a objevech týkajících se duchovních skutečností“. Od roku 2011 je udělována Ratzingerova cena označovaná rovněž jako „Nobelova cena za teologii“. Od roku 1990 je udělována Goldmanova cena označovaná také za „Nobelovu cena za životní prostředí“.

## Ig Nobelova cena
Ig Nobelova cena je ironické ocenění udělované z recese „za výzkum, který není možno nebo záhodno opakovat“.

## Kontroverze
Nad udělováním cen panují také kontroverze (například eurocentrismus, politické udělování cen, a podobně). Ceny se neudělují v souladu se závětí Alfreda Nobela. Nominace a hlasování výboru je tajné na 50 let. Cena byla udělena například vynálezcům lobotomie, DDT, chemických zbraní či přímo roku 1945 byla při svržení atomových bomb udělena za štěpnou jadernou reakci. Gaston Ramon byl nominován 155krát, Émile Roux byl nominován 115krát a Arnold Sommerfeld byl nominován 84krát a nikdy cenu nezískali. Totiž například Nobelův výbor pro fyziku v letech 1901 až 1966 většinou udělil cenu někomu jinému než favoritovi s nejvíce nominacemi. Roku 1903 tak například získala cenu nominacemi nepodporovaná Marie Curie-Skłodowská, ale nominacemi podporovaná Lise Meitnerová nikdy cenu nezískala. Člen výboru Jean-Claude Arnault kvůli skandálu rezignoval a cena za literaturu se v roce 2018 neudělila. Většinu ocenění získává jen 5 oborů.